# Pristomyrmex simplex
Pristomyrmex simplex é uma espécie de formiga do gênero Pristomyrmex, pertencente à subfamília Myrmicinae.